# Луктах (приток Верхней Таймыры)
Луктах (также Дёгадье) — река в России, на полуострове Таймыр, правый приток Верхней Таймыры. Протекает в ненаселённой местности Таймырского Долгано-Ненецкого района Красноярского края. Длина реки 170 км, площадь бассейна 7410 км².
Река образуется слиянием рек Диенебигай и Хаптуматари на Северо-Сибирской низменности, к востоку от низовий Пясины, на высоте более 29 м над уровнем моря. От истока река течёт на юго-восток через тундровый мелкосопочник, расчленённый притоками Луктаха. После впадения Малого Луктаха направление течения меняется на северо-восточное и северное. В бассейне большое число некрупных озёр термокарстового происхождения. Берега часто обрывистые. Впадает в Верхнюю Таймыру по правому берегу на отметке 9 м над уровнем моря, ниже впадения Аятари, в 334 км от устья Верхней Таймыры. Ширина перед устьем составляет 123 м при глубине 2 м, скорость течения в низовьях — 0,3 м/с. 

## Основные притоки
Указаны поименованные притоки длиной 30 км и более
| Название     | Расстояние от устья | Длина | Положение |
| ------------ | ------------------- | ----- | --------- |
| Талактах     | 2                   | 46    | правый    |
| Дямадыля     | 10                  | 104   | левый     |
| Тэнгкэн      | 85                  | 110   | правый    |
| Малый Луктах | 109                 | 68    | правый    |
| Карылах      | 130                 | 64    | левый     |
| Диенебигай   | 170                 | 86    | правый    |
| Хаптуматари  | 170                 | 54    | левый     |

## Данные водного реестра
По данным государственного водного реестра России и геоинформационной системы водохозяйственного районирования территории РФ, подготовленной Федеральным агентством водных ресурсов:
- Бассейновый округ — Енисейский
- Речной бассейн — Нижняя Таймыра
- Речной подбассейн — нет
- Водохозяйственный участок — Нижняя Таймыра (включая озеро Таймыр) и другие реки бассейна Карского моря от западной границы бассейна реки Каменная до мыса Прончищева
- Код водного объекта — 17030000112116100144056